# Ajari
Ajari (parfois aussi azari) (阿闍梨) est un terme japonais utilisé par différentes écoles du bouddhisme au Japon, en particulier Tendai et Shingon, pour désigner un « moine qui enseigne aux élèves », souvent abrégé en « jari ». Le terme est une traduction japonaise de la translittération chinoise du terme sanskrit ācārya, « celui qui sait et enseigne les règles ». On peut aussi le traduire par « maître spirituel », Dans la tradition Sōtō, ce titre est utilisé en référence à un moine qui a effectué cinq ango — façon de lui témoigner respect et révérence.
Le titre a aussi été parfois été décerné à des nobles; il fut conféré pour la première fois en 1034 au religieux Kyôen-hôshi.